# Chiesa di Santa Maria delle Grazie (Senigallia)

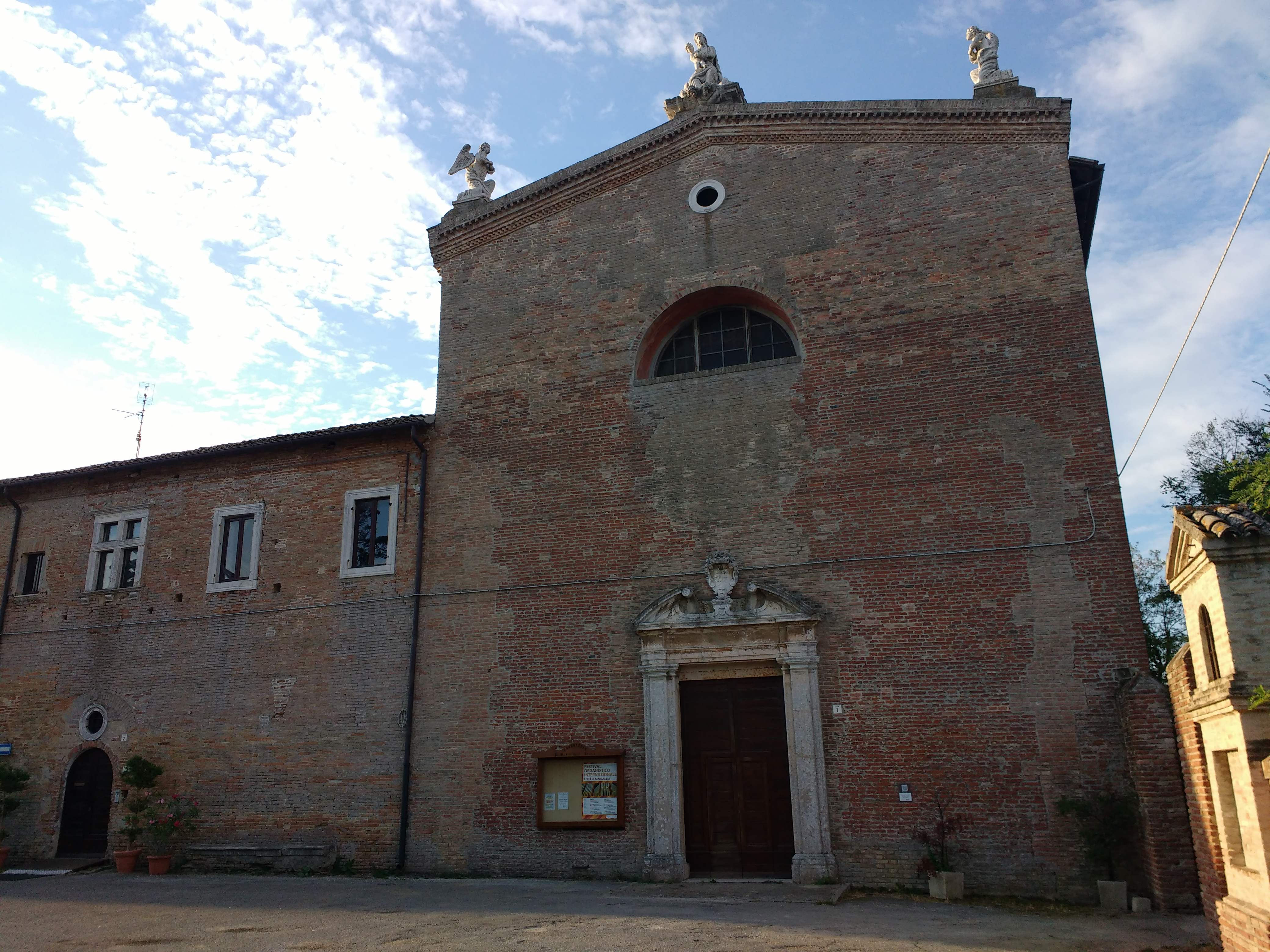
Chiesa di Santa Maria delle Grazie

La chiesa e il convento di Santa Maria delle Grazie sorgono a circa tre chilometri in direzione sud-est dal centro storico di Senigallia. Il complesso, di proprietà della locale municipalità, è di primaria importanza per il territorio miseno in virtù della sua funzione spirituale, del suo valore artistico e della sua plurisecolare storia, legata in modo particolare ai periodi più nobili della Città, dal dominio di Giovanni Della Rovere al pontificato di Papa Pio IX.
In tempi recenti, l'aula liturgica è stata chiusa al pubblico dal 13 settembre 2016 al 27 novembre 2024 a causa del deterioramento della copertura e di lesioni alla fodera muraria interna. Tali problemi strutturali sono stati oggetto d'intervento tra il 2022 e il 2023, mentre nel 2024 sono stati rinnovati gli impianti, in vista del completo ripristino funzionale. La riapertura della chiesa è stata celebrata dalla comunità cattolica locale e dalla cittadinanza con una serie di eventi culturali e con una solenne celebrazione eucaristica presieduta, alla presenza di numerose autorità, dal Vescovo di Senigallia Francesco Manenti domenica 1 dicembre 2024.
Negli ambienti dell'antico convento hanno sede i locali pastorali dell'omonima parrocchia cattolica e il museo di storia della mezzadria "Sergio Anselmi".

## Storia
Al posto del complesso monumentale, prima del 1491 sorgeva un'edicola o piccola chiesetta denominata "Madonna del pinocchio" o "Santa Maria del Pignotto", il cui nome derivava probabilmente dal fatto che il luogo era circondato da pini. D'intorno si estendeva un'ampia selva, poi progressivamente disboscata fino ad essere completamente sostituita da campi, orti e costruzioni, oltre che dal cimitero cittadino a partire dal 1871.
La chiesa e il convento sono stati progettati dall'architetto Baccio Pontelli da Urbino (1449 circa-1494 circa) su commissione di Giovanni Della Rovere, signore della Città, ed edificati a partire dal 1491. Secondo il Libro maestro del convento, custodito presso l'archivio storico comunale, i primi frati minori vi si stabilirono già nel 1492. Successivamente la fabbrica è stata rivista e ampliata, secondo la testimonianza storica di Vasari, dall'architetto Gerolamo Genga (1476-1551) per volere di Francesco Maria I Della Rovere, in un intervento avviato sicuramente prima della morte di quest'ultimo, sopraggiunta nel 1538.
Secondo la testimonianza storica di fr. Francesco Gonzaga e del vescovo Pietro Ridolfi, la chiesa di Santa Maria delle Grazie sorge come voto fatto da Giovanni della Rovere per la nascita del tanto desiderato figlio maschio, Francesco Maria, dato alla luce dalla moglie Giovanna da Montefeltro il nato il 25 marzo 1490. Gli studiosi del complesso Eros Gregorini e Francesco Benelli ipotizzano un'ulteriore motivazione: utilizzare le Grazie come mausoleo della famiglia roveresca, ad imitazione della chiesa di San Bernardino in Urbino da parte dei Montefeltro. Nella chiesa delle Grazie trovano infatti sepoltura, prima di Giovanni, il cognato Antonello Sanseverino principe di Salerno; la figlia Girolama; la madre Teodora Manerola. Il 18 marzo 1627, Francesco Maria II Della Rovere fa traslare solennemente le spoglie del suo avo Giovanni dalla sacristia, luogo della prima sepoltura, ad una tomba pavimentale posta al centro dell'aula liturgica, davanti ai gradini di accesso al coro.
L'intero complesso è ultimato soltanto nel 1684, grazie alla presa in carico di Vittoria Della Rovere granduchessa di Toscana (1622-1695), ultima discendente diretta di Giovanni a portare il nome dell'illustre dinastia.
Nel 1851 il papa Pio IX erige la Parrocchia di Santa Maria delle Grazie con lettera apostolica Inter cetera, promulgata il giorno 8 marzo. Nella lettera, il papa motiva l'erezione della nuova parrocchia citando le disposizioni tridentine: prossimità alle abitazioni in vista della partecipazione liturgica del popolo, dell'educazione catechistica dei bambini e della cura d'anime attraverso l'istruzione e i sacramenti. In tale occasione, il papa senigalliese fornisce la chiesa delle Grazie del fonte battesimale e degli arredi liturgici necessari alla sua nuova funzione.
Nel 1866 l'intero complesso e l'area adiacente diventano proprietà del Comune di Senigallia, che si impegna a garantire il regolare funzionamento della parrocchia.
Nel 1871 la selva circostante viene definitivamente disboscata per essere adibita a cimitero comunale. La direzione del cimitero viene affidata inizialmente ad uno dei religiosi del convento. Al contempo, nella zona sud-ovest fu allestito il cimitero per gli ebrei, tuttora esistente.
Nell'agosto 1978 viene inaugurato il Museo "Sergio Anselmi" di storia locale della mezzadria, negli ambienti adiacenti al chiostro maggiore del complesso. Dal secondo dopoguerra all'inaugurazione del museo, gli stessi locali erano stati utilizzati come abitazioni di sfollati e come scuola elementare.
A settembre del 2008 i Frati Minori, dopo 515 anni di presenza ininterrotta, lasciano il convento e la guida pastorale della parrocchia, che viene assunta dai presbiteri secolari della diocesi. La Parrocchia utilizza a fini pastorali la parte dell'ormai ex convento adiacente alla chiesa con il chiostro minore.
Il 13 settembre 2016, con Ordinanza n/528 firmata dal Dirigente Area Tecnica e Territorio Ambiente e dal sindaco del comune di Senigallia, la chiesa di Santa Maria delle Grazie viene chiusa per salvaguardare la pubblica e privata incolumità dei frequentatori. Il provvedimento è l'esito del grave deterioramento della copertura e di lesioni alla fodera muraria interna eretta nel 1626. Da allora la comunità parrocchiale non ha accesso alla chiesa ed è costretta a proseguire le proprie attività liturgiche. Occorreranno otto anni perché il Comune di Senigallia realizzi tutte le opere necessarie al ripristino funzionale dell'aula liturgica.
Dopo un lungo lavoro di ristrutturazione e restauro, il 30 novembre 2024 la chiesa è stata riaperta al pubblico.

## Architettura
Le prime parti del Complesso ad essere edificate sono la sacristia e il convento, destinato per volere dello stesso committente ad ospitare i Frati Minori allora detti “dell’osservanza”.
Nel progetto di Pontelli la chiesa è orientata secondo l'asse est-ovest ed il convento organizzato intorno a due chiostri quadrati, divisi fra loro. Rispetto all'attuale conformazione, la chiesa pontelliana corrisponde al coro e al presbiterio, presentandosi dunque come una struttura di assai ridotte dimensioni.
La planimetria del convento è organizzata secondo una griglia geometrica rigorosa, come impongono i canoni architettonici rinascimentali. Tuttavia l'impianto tiene debitamente conto del criterio di funzionalità, com'è attestato ad esempio dall'irregolarità delle finestre delle celle rispetto alle arcate dei chiostri. Il risultato stilistico coniuga la raffinatezza e il rigore geometrico rinascimentale all'austerità e praticità medievale. Lo stesso suggestivo connubio abbina le finiture marmoree delle colonne, dei capitelli e delle cornici alle murature in laterizio rossigno tipico del luogo.
Entro il 1538, sotto la committenza di Francesco Maria I Della Rovere, Girolamo Genga converte la chiesa pontelliana in coro e in presbiterio, aggiungendo l'aula dell'assemblea liturgica e trasferendone l'ingresso a nord. Secondo Francesco Benelli, principale storico e studioso dell'architettura del complesso, è dopo il completamento della sacristia e del campanile che viene mutato l'orientamento della chiesa, probabilmente a causa della cedevolezza del terreno. A ogni modo, tale cambiamento determina l'impossibilità di mantenere l'integrità del chiostro ovest, che rimane in questo modo chiuso a metà. Nei due chiostri sono affrescate 28 e 19 lunette con episodi della vita di san Francesco d'Assisi, opera del pittore Pietro Francesco Renulfo, realizzate nel 1598.
Nel 1626, sotto la signoria di Francesco Maria II Della Rovere, viene realizzata una fodera per ricoprire secondo il nuovo gusto architettonico le mura portanti perimetrali della chiesa, arricchendole di nicchie e lesene, e costruendo un soffitto a botte sotto le capriate. L'interno assume così il suo nuovo aspetto, del tutto differente da quello originario.
Nel 1666 i frati edificano un muro per circondare la selva del convento, muro che attualmente delimita parte del cimitero comunale maggiore.
Nel 1684 fu realizzato il portale d'ingresso, sovrastato congiuntamente dalle effigi delle famiglie Della Rovere e De' Medici (delle quali era discendente la granduchessa Vittoria).
Nel 1690 fu allestito il pregevolissimo arredamento della sagrestia.
Nel 1722 vengono erette le 14 edicole della Via Crucis che contornano il piazzale antistante alla chiesa e al convento.

## Opere d'arte

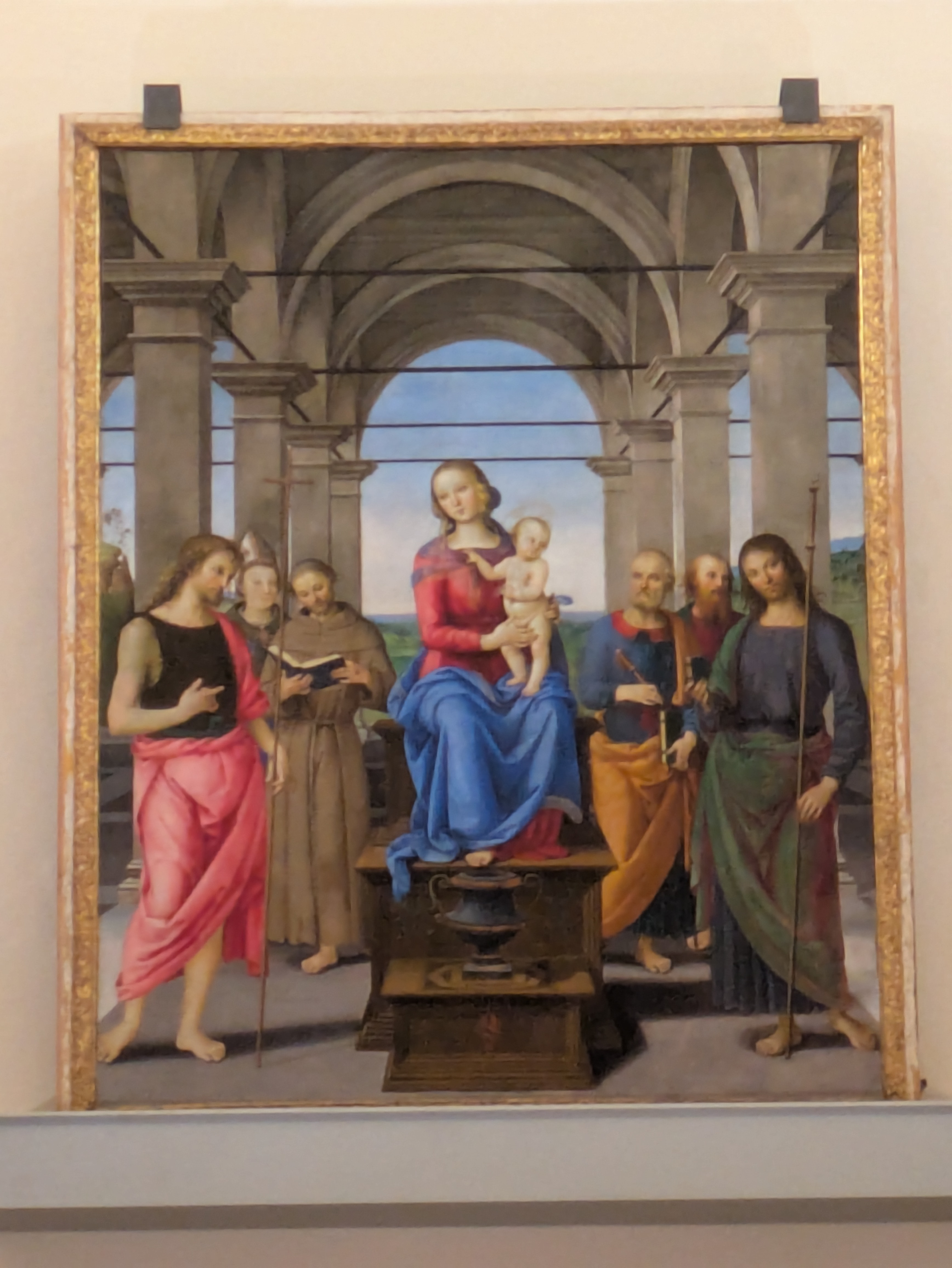
Pala di Senigallia, Pietro Perugino, tempera su tavola, 1497 circa

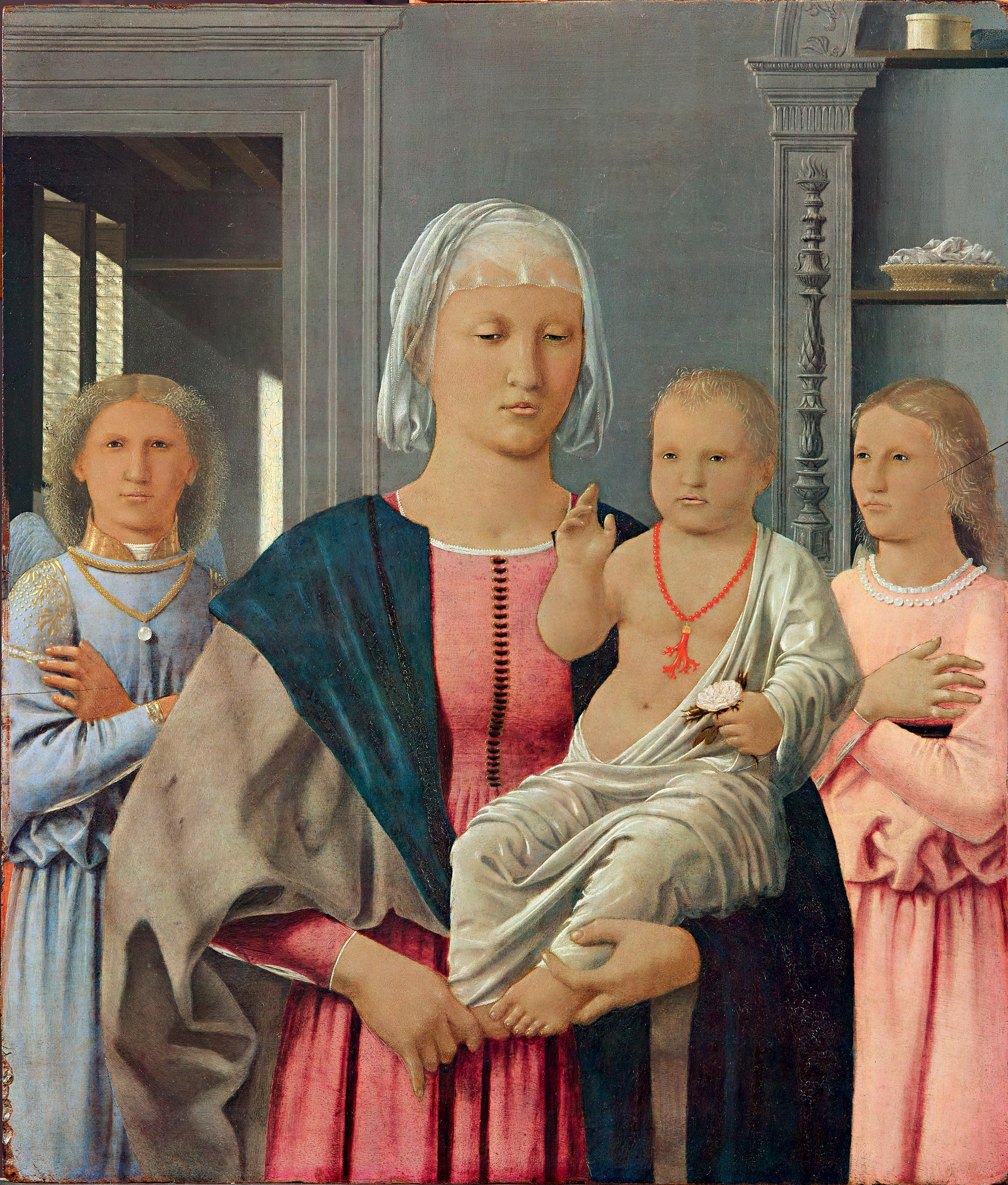
Madonna di Senigallia, Piero della Francesca, olio su tavola

La chiesa di Santa Maria delle Grazie in Senigallia è scrigno di due celeberrimi tesori del rinascimento, ovvero della pala d'altare intitolata Madonna in trono con Bambino e santi, pittura del pievese Pietro Vannucci detto Perugino, e della Madonna di Senigallia di Piero della Francesca.
La Pala di Senigallia del Perugino è stata temporaneamente in custodia presso la Pinacoteca Diocesana di Senigallia dal 2017 fino alla riapertura del 2024, mentre la Madonna di Senigallia si trova sin dal 1917 presso la Galleria Nazionale delle Marche ad Urbino.